# Technikmuseum Freudenberg

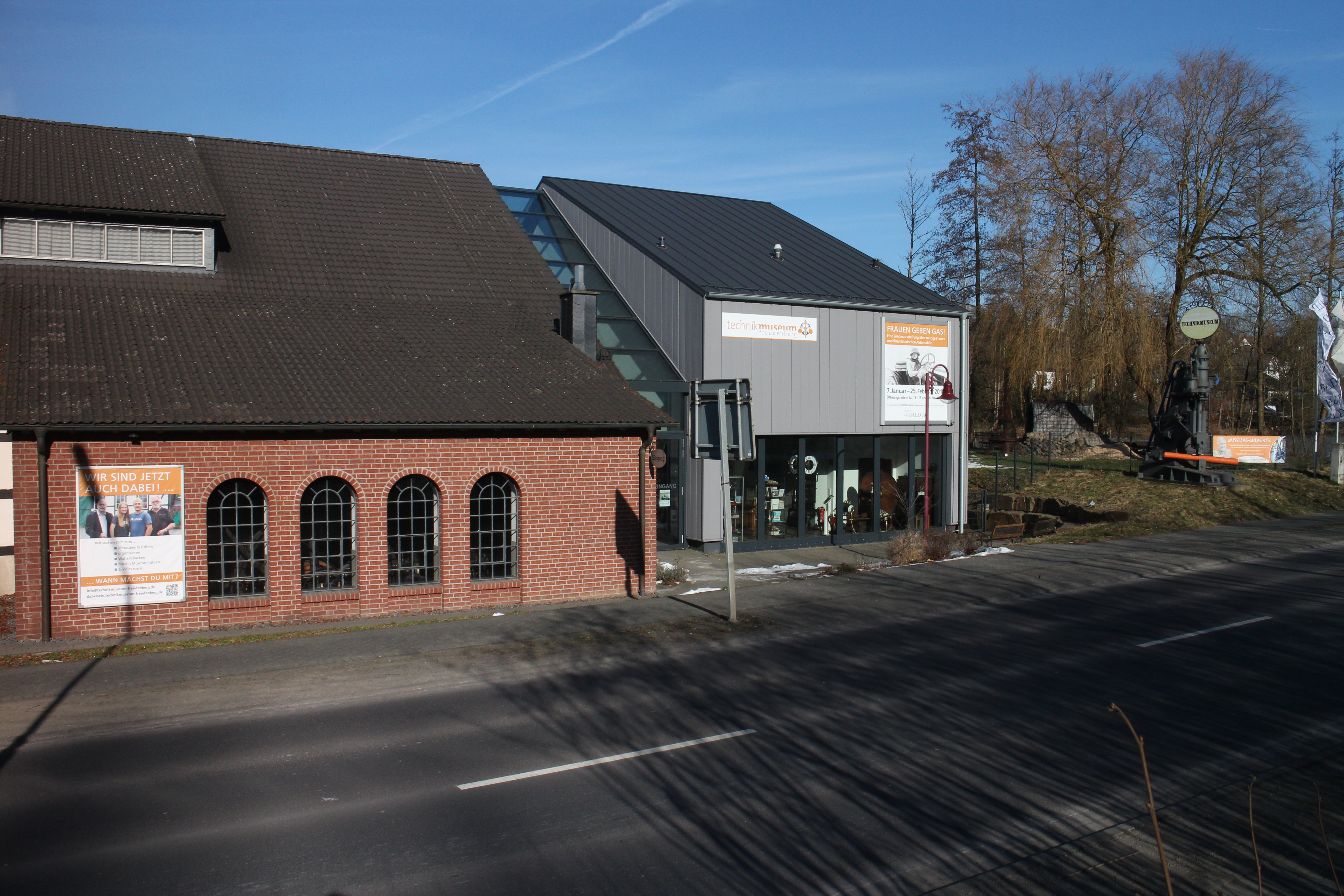
Außenansicht Technikmuseum Freudenberg

Das Technikmuseum Freudenberg ist eine im Stadtteil Büschergrund befindliche Ausstellung von Maschinen und technischen Geräten. Die Exponate vermitteln einen Überblick zur Arbeitswelt und Technikgeschichte.

## Geschichte
Am 5. Januar 1991 gründeten 25 Personen den Verein Freunde historischer Fahrzeuge Freudenberg e. V., der heute etwa 250 Mitglieder umfasst. Dieser Verein benannte sich im Jahr 2014 um und heißt nun: Freunde historischer Technik Freudenberg e. V. Provisorisch wurde zunächst eine Halle angemietet und Anfang Juni 1991 eine Oldtimerschau gezeigt, zu der rund 1000 Besucher kamen. In den folgenden Jahren wurden weitere Oldtimerfeste organisiert.
Als der Gedanke entstand, ein Museum zu bauen, schenkte ein Unternehmer aus dem Freudenberger Umland dem Verein eine in seinem Besitz befindliche Fachwerkhalle. Die Vereinsmitglieder mussten sie selbst abbauen und in Einzelteile zerlegen, so dass diese nach Freudenberg transportiert werden konnten. Dieses geschah zum Teil durch die Heeresflieger der Bundeswehr im Rahmen eines Übungsfluges. Drei Jahre später war der Aufbau nach über 20.000 Arbeitsstunden in Eigenleistung beendet. Neben der Eigenleistung beteiligten sich auch Sponsoren finanziell an diesem Projekt. Im Juni 2002 wurde das Technikmuseum, verbunden mit einem Oldtimertreffen eröffnet.

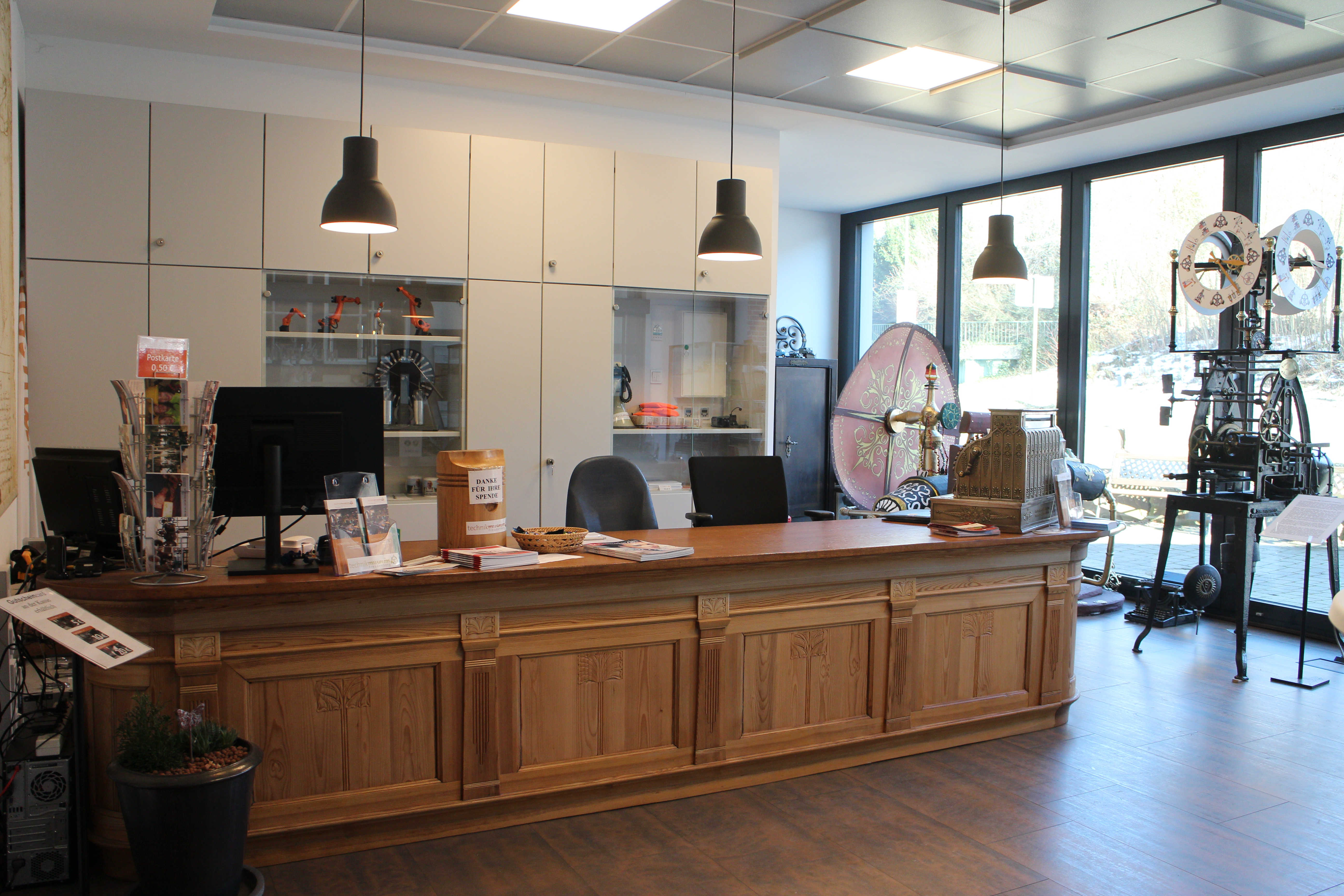
Eingangsbereich des Technikmuseums Freudenberg

## Museum
Das Museumsgebäude besteht seit 2015 aus vier miteinander verbundenen Bauteilen. Die große Fachwerkhalle mit einem gemauerten Anbau für die Dampfmaschine und einem alten Feuerwehr-Spritzenhaus. Im Jahr 2015 kam ein neuer, moderner Anbau hinzu.
Die Fachwerkhalle stammt aus dem 10 km entfernten Steeg bei Friesenhagen, die 1952 von der Fürstlich-Hatzfeld'schen Verwaltung als Sägewerk errichtet worden war. Sie hat eine Grundfläche von 40 × 20 Metern und ist 12 Meter hoch. Während dieser Gebäudeteil in typisch Siegerländer Fachwerkbauweise erstellt wurde, ist das angebaute Spritzenhaus im norddeutschen Fachwerkstil errichtet worden. Der Bau dieses ehemaligen städtischen Spritzenhauses auf der Sieghütte in Siegen wurde um 1900 vom damaligen Stadtbaumeister errichtet, der aus Norddeutschland stammte. Das alte Sägewerk wurde an seinem ehemaligen Standort abgebaut und nach Freudenberg transportiert, das Spritzenhaus war bereits zerlegt.

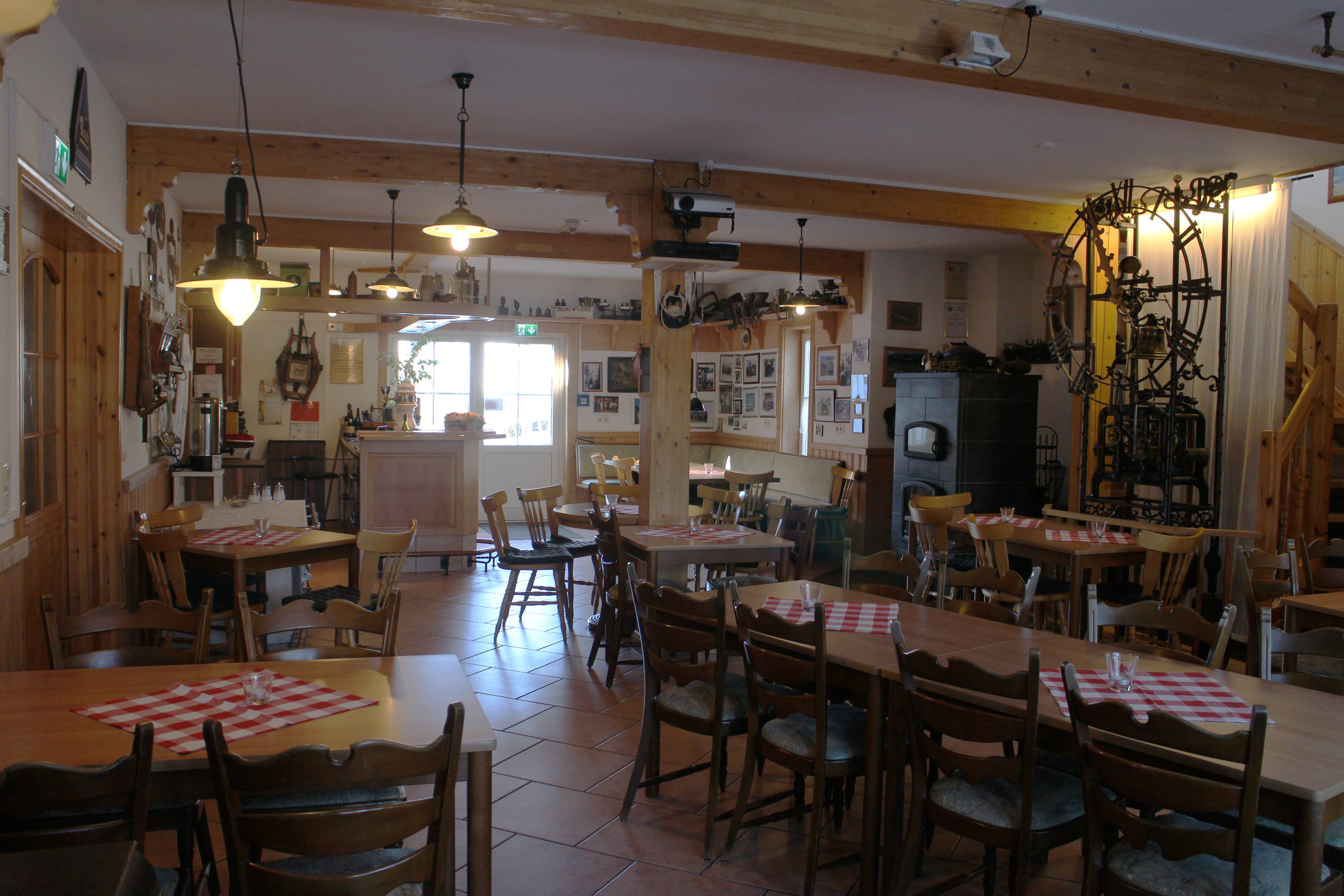
Cafe „Schrauberstübchen“ im Technikmuseums Freudenberg

Das circa 100 Jahre alte Feuerwehrhaus wurde in den 1980er Jahren nach dem Abbruch von einem Liebhaber eingelagert. Die Balkenkonstruktion musste beim Wiederaufbau nach alten Plänen jedoch neu gezimmert werden, da die alten Balken nicht mehr verwendbar waren. In diesem Gebäude befindet sich das Museumscafe „Schrauberstübchen“.
Der neue Anbau wurde im Rahmen der Regionale 2013 gefördert. In diesem modernen Anbau sind der neue Eingangsbereich des Museums, ein Mehrzweckraum für Veranstaltungen und im Obergeschoss ein Raum für außerschulisches Lernen untergebracht. Dieser neue Gebäudeteil wurde im Jahr 2015 im Rahmen einer Sonderausstellung über den Universalgelehrten Leonardo da Vinci eröffnet.

## Ausstellung

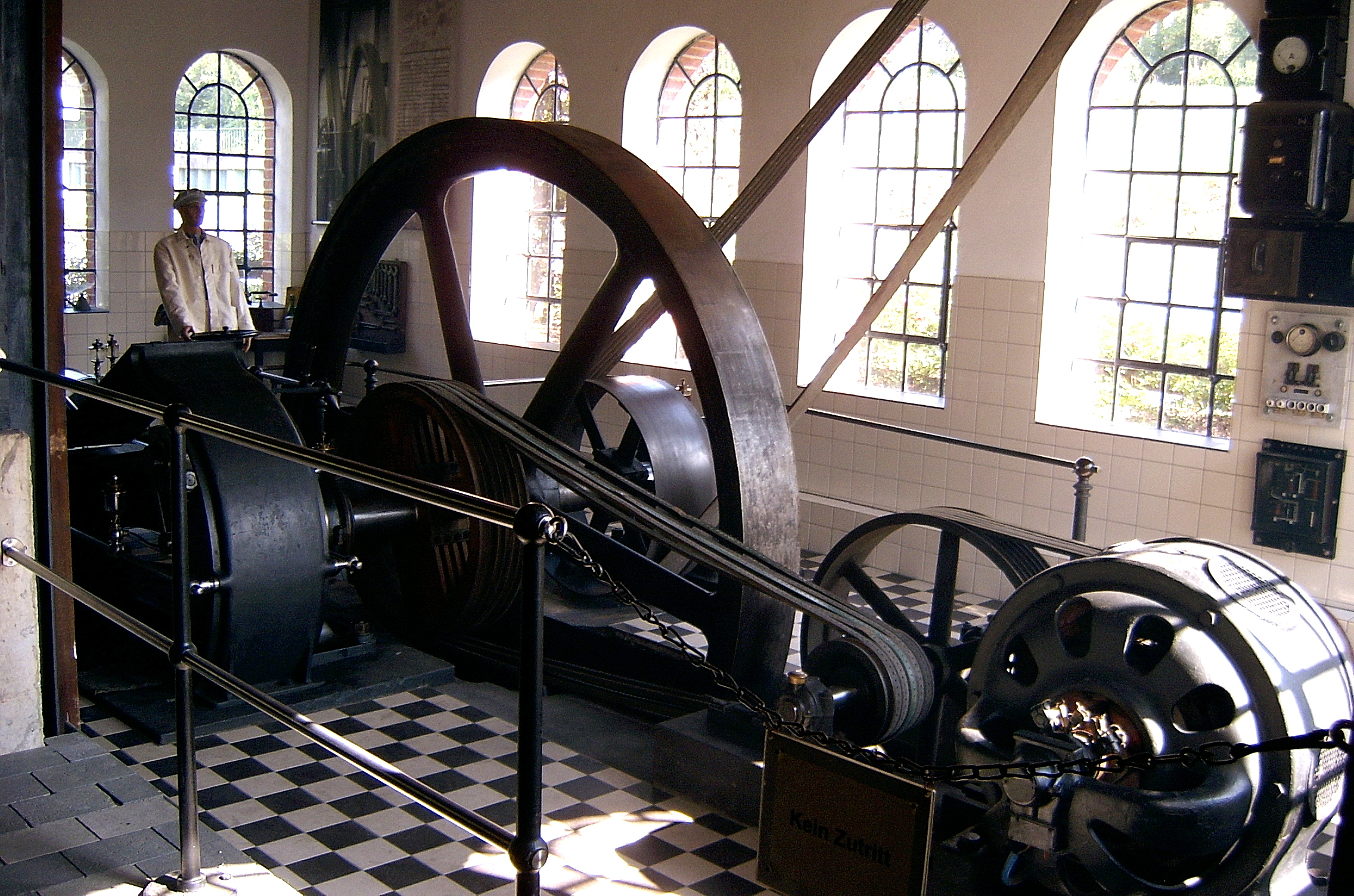
Möller-Dampfmaschine aus der ehemaligen Leimfabrik Nöll, Baujahr 1904

In der alten Sägewerkshalle werden neben Dampfmaschine und mechanischer Werkstatt, Nutzfahrzeuge (vor allem Traktoren und Motorräder) sowie kleinere landwirtschaftliche Maschinen und Geräte gezeigt, die auf der Empore im Dachgeschoss der Halle ihren Platz haben. Das älteste Exponat des Museums ist eine selbstfahrende Bandsäge aus dem Jahre 1923, das jüngste ein Hanomag-Traktor aus den 1960er Jahren.

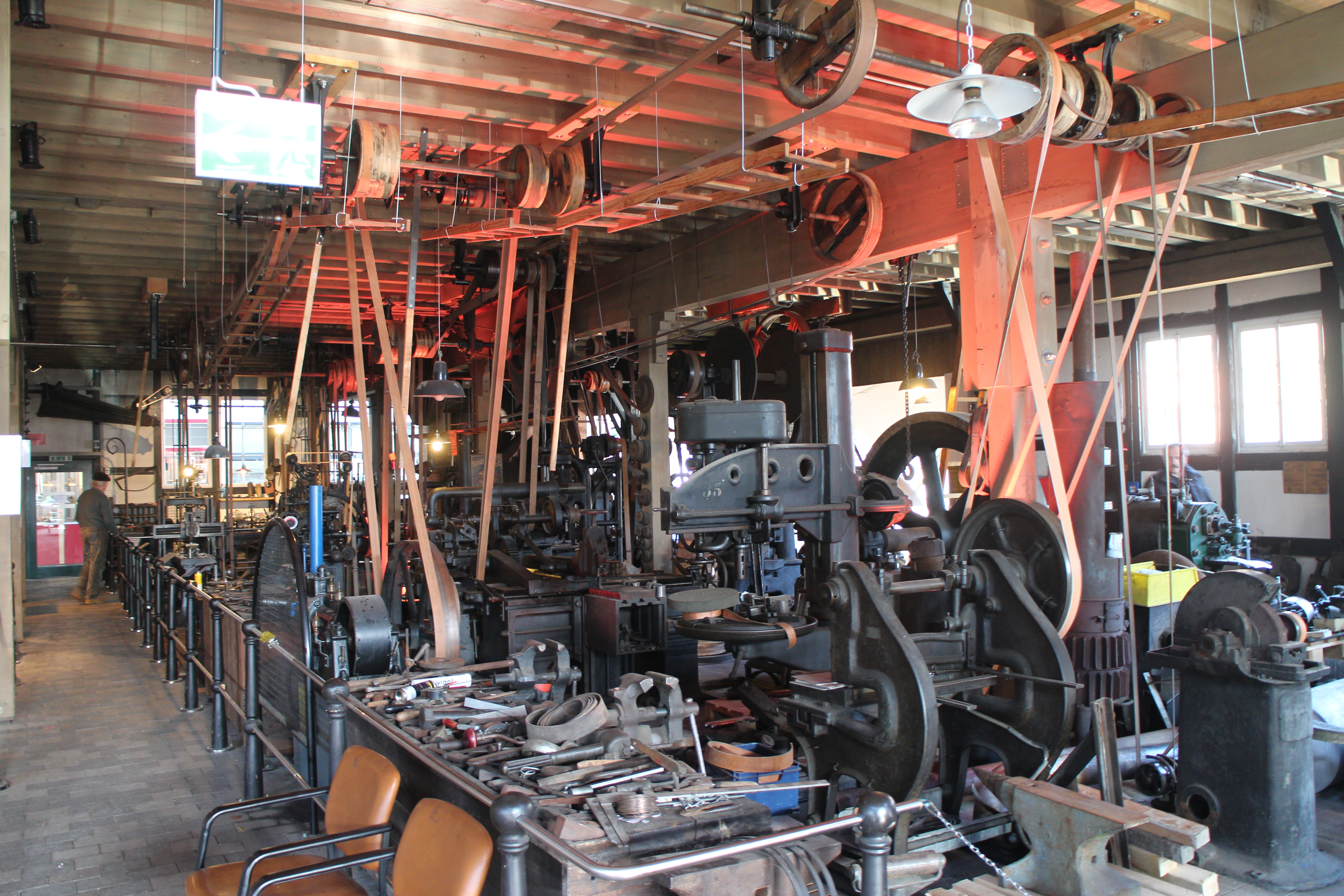
Maschinenwerkstatt

Das Herzstück des Museums ist die an ihrem Originalstandort stehende Dampfmaschine. Die Dampfmaschine Nr. 817 aus dem Jahr 1904, gebaut von der Firma Möller in Brackwede, ist das letzte Relikt der Leimfabrik Nöll, die hier ansässig war. Heute treibt sie über eine Transmission mit großen Gelenkwellen eine komplette mechanische Werkstatt an, die das Technikmuseum von der Firma Döring aus Hagen übernommen hat. Diese Kombination aus Dampfmaschine mit den 25 circa 100 Jahre alten Werkzeugmaschinen ist eine Rarität. Das Besondere daran: Die Maschinenfabrik wird an Sonntagen und bei Gruppenführungen in Betrieb gesetzt. Die Drehmaschinen, Langhobler, Fräsmaschinen, Stanzen, Bohrmaschinen und Sägen stammen größtenteils aus der Zeit vor 1920. Die Werkstatt war ohne große Veränderungen bis 1979 in Betrieb und lag seitdem im „Dornröschenschlaf“.
Direkt neben der Dampfmaschine und der mechanischen Werkstatt betreibt das Museum auch eine Schmiede. Im Erdgeschoss der großen Halle sind außerdem eine Lokomobile sowie Standmotoren und eine wechselnde Ausstellung alter Traktoren und Oldtimer LKW zu sehen. Eine Sammlung historische Motorräder ergänzt diesen Bereich.

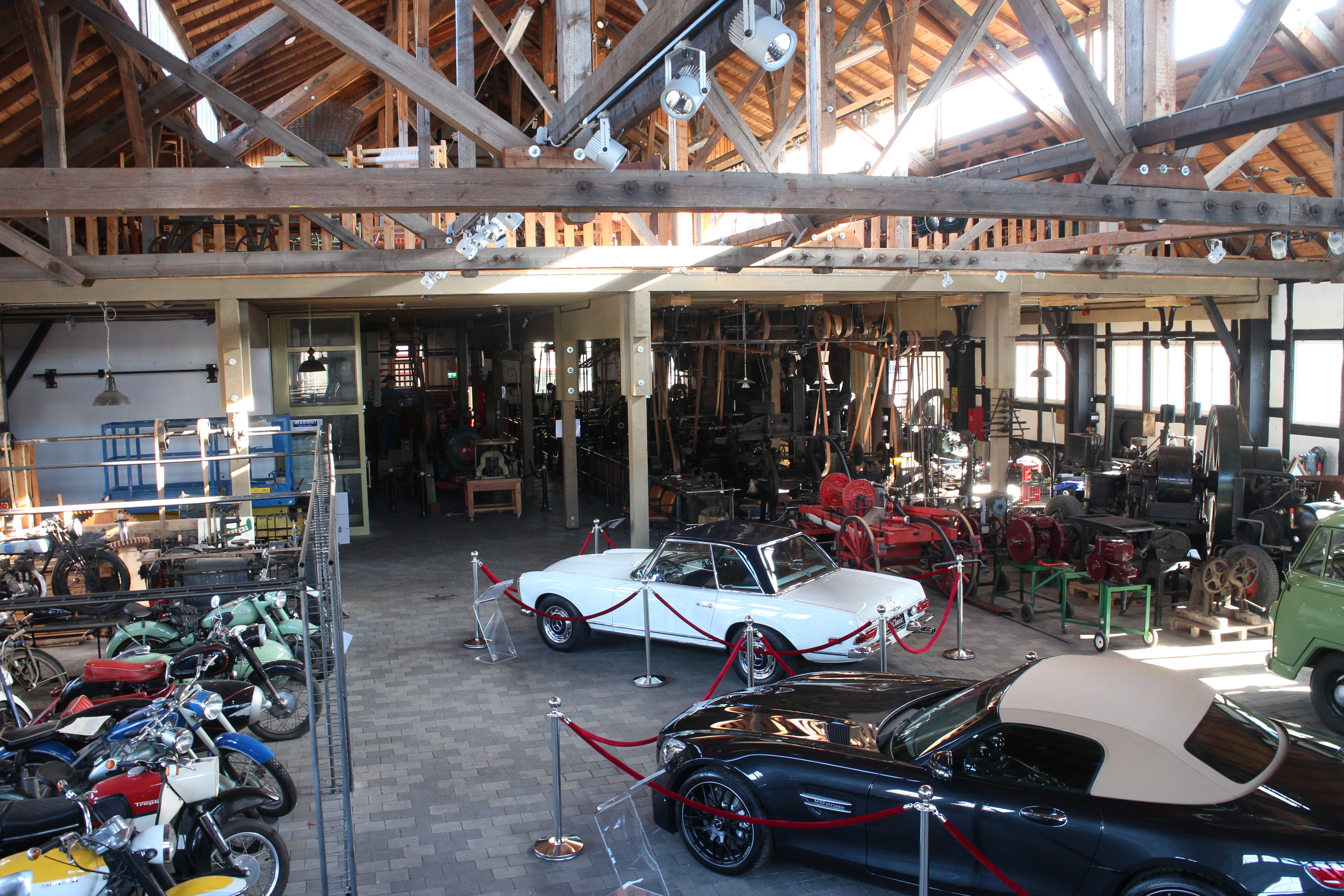
Fahrzeughalle

Die große Empore beherbergt kleinere landwirtschaftliche Maschinen und Geräte, unter anderem historische Pflüge und einen Leiterwagen. Seit 2005 steht auf der Empore ein alter Webstuhl aus dem Jahr 1765, weiterhin gibt es eine Ausstellung zur Geschichte der Freudenberger Leim-, Leder- und Filzindustrie und zur Bewirtschaftung des Siegerländer Haubergs.

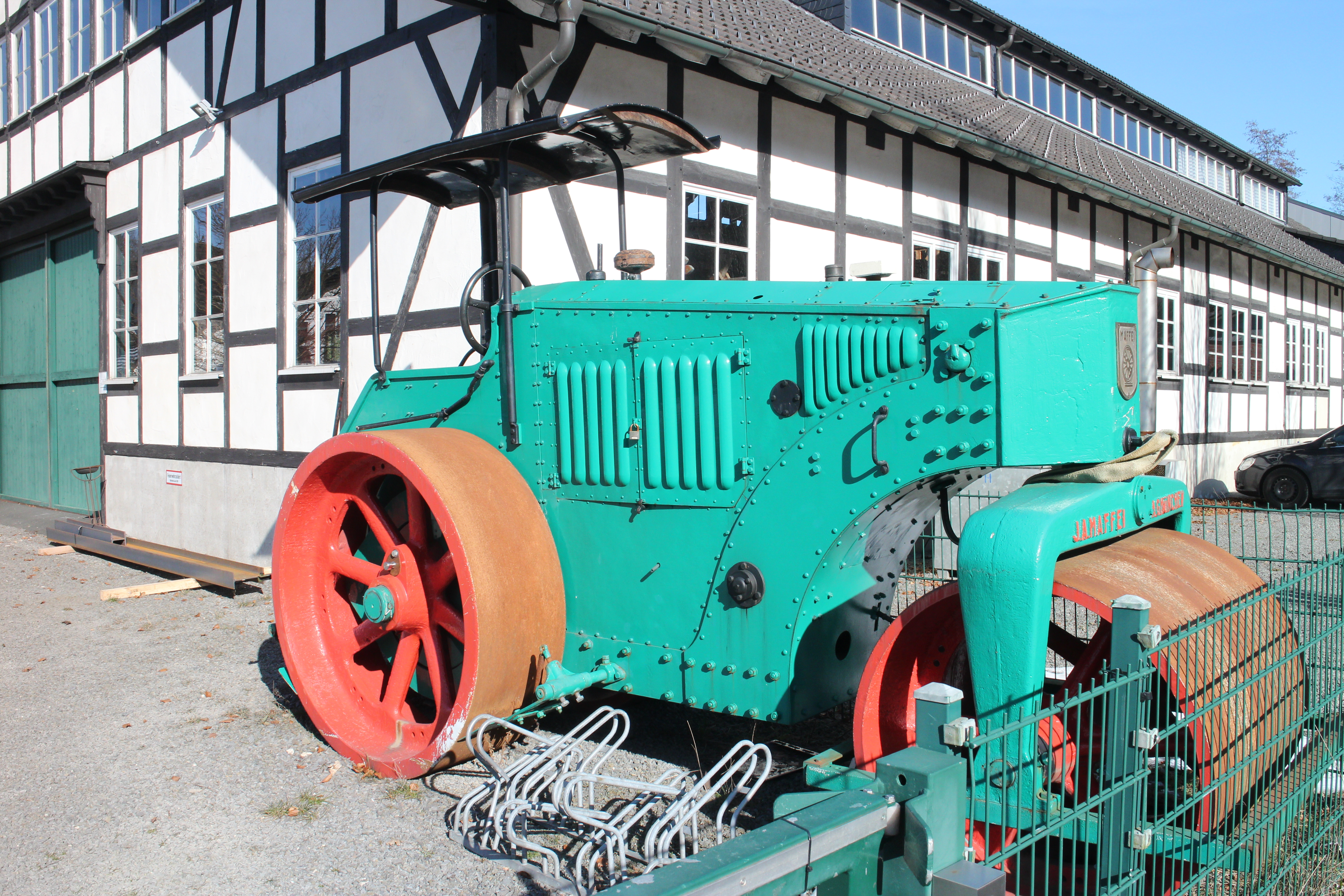
Dieselwalze der Firma Krauss-Maffei aus dem Jahr 1929

Im Außengelände stehen eine Lanz-Lokomobile, eine seltene Dieselwalze der Firma Krauss-Maffei aus dem Jahre 1929 sowie ein großer Dampfhammer, außerdem ein Kautschuk-Kneter der Freudenberger Firma Harburg-Freudenberger.
Besonders interessant für Kinder ist die Modelleisenbahn am nördlichen Ende des Museumsgeländes. Diese, bei größeren Veranstaltungen und gutem Wetter, in Betrieb befindliche Anlage transportiert bis zu 20 Kinder auf der Anlage mit 5 und 7,25 Zoll Spurweite mit einer eigenen Modell-Dampflokomotive oder Modell-Diesellokomotive.
Zudem stellte das Technikmuseum im Stadtgebiet von Freudenberg mehrere historische Maschinen an Verkehrsknotenpunkten auf. Beispielsweise wurde eine Friktionspresse auf einem neu errichteten Kreisverkehr im Süden der Stadt Freudenberg im Jahre 2009 aufgestellt.

## Sonderausstellungen
Im Jahr 2012 waren Unikate der Löwenzahn-Sendung von Peter Lustig zu sehen. Die Ausstellung sollte zunächst 12 Wochen stattfinden, wurde aber aufgrund des großen Interesses zunächst bis Ende Oktober 2012 verlängert. Im Jahr 2013 war die Ausstellung erneut Gast im Technikmuseum. Für diese Ausstellung wurde der Bauwagen von Peter Lustig originalgetreu nachgebaut.
Im November 2015 wurde der neue Anbau mit einer großen Ausstellung über das Universalgenie Leonardo da Vinci eröffnet.
Im November 2016 war die Ausstellung Tour der Sinne zu Gast im Technikmuseum; ein Jahr später war die Ausstellung Mathematik zum Anfassen zu sehen.
Das Jahr 2018 stand ganz im Zeichen der Sonderausstellung über 70 Jahre Augsburger Puppenkiste.